# Instituto Nacional de Biodiversidad de Costa Rica
L'Instituto Nacional de Biodiversidad de Costa Rica o INBio és una institució de gestió privada creada el 1989 a Costa Rica amb l'objectiu de realitzar un inventari del patrimoni natural de Costa Rica, promoure la seva conservació i buscar compostos químics i material genètic presents en organismes vius que poguessin ser usats per indústries com la farmacèutica, la cosmètica o altres.
És una organització sense ànim de lucre, de la societat civil, de caràcter no governamental, amb una fi de reconegut interès públic, que treballa en estreta col·laboració amb diversos òrgans del govern, universitats, sector empresarial i altres entitats públiques i privades dintre i fora del país.
La seva tasca la desenvolupa principalment en les següents àrees d'acció: 
1. Inventari: Genera informació sobre la diversitat d'espècies i ecosistemes del país. En l'actualitat, compta amb una col·lecció de més de 3 milions d'espècimens, cadascun d'ells identificat i catalogat, d'artròpodes, plantes, fongs i mol·luscs.
2. Conservació: Integra la informació generada per INBio als processos de presa de decisions amb fins de protecció i ús sostenible de la biodiversitat, per part tant del sector públic com del privat. L'INBio treballa estretament amb el Sistema d'Àrees de Conservació (SINAC), al considerar-lo un soci estratègic per a la conservació de les àrees protegides del país.
3. Comunicació i educació: Comparteix informació i coneixement sobre biodiversitat amb diferents públics, buscant crear un més major consciència sobre el valor d'aquesta. Gran part d'aquest esforç se centra en el INBioparque, un parc temàtic inaugurat l'any 2000 que busca acostar famílies i visitants a la riquesa natural de Costa Rica. A més, mitjançant altres modalitats, l'INBio busca enfortir el component ambiental de les accions i decisions de la població costar-riquenya.
4. Bioinformàtica: Desenvolupa i aplica eines informàtiques per a donar suport els processos de generació, administració, anàlisi i disseminació de dades sobre la biodiversitat. La informació de cada espècimen de l'inventari de biodiversitat es troba en una base de dades denominada Atta, que el públic pot accedir a través de la pàgina web d'INBio.
5. Bioprospecció: Busca usos sostenibles i d'aplicació comercial dels recursos de la biodiversitat. L'INBio ha estat una institució pionera en l'establiment de convenis d'investigació per a la recerca de substàncies químiques, gens, etc., presents en plantes, insectes, organismes marins i microorganismes, que puguin ser utilitzats per les indústries farmacèutica, mèdica, biotecnològica, cosmètica, nutricional i agrícola.

L'INBio, si bé és una iniciativa nacional donat el seu àmbit d'acció, s'ha convertit en un esforç internacional que busca integrar la conservació al desenvolupament. L'aplicació del coneixement científic de la biodiversitat a activitats econòmiques com l'ecoturisme, la medicina, l'agricultura, o el desenvolupament de mecanismes de cobrament i pagament de serveis ambientals, exemplifiquen aquest esforç d'integració, i són part de les activitats que motiven l'atenció de la comunitat internacional.
El 1995 fou guardonat, juntament amb el biòleg Manuel Losada Villasante, amb el Premi Príncep d'Astúries d'Investigació Científica i Tècnica pels seus 'estudis científics de les espècies i la seva diversitat així com per a la gestió sobre sòlides bases científiques d'àmbits protectors d'aquesta diversitat, constituint un magnífic exemple d'ús de la ciència per al bé de la humanitat.